# Enzo Peri
Enzo Martins Peri GCMM (Rio de Janeiro, 11 de abril de 1941) é um general de exército da reserva, ex-comandante do Exército Brasileiro.

## Carreira militar

### Oficial
Ingressou no Exército em 15 de fevereiro de 1960, graduando-se aspirante-a-oficial de engenharia em 20 de dezembro de 1962, na Academia Militar das Agulhas Negras (AMAN). Foi promovido a segundo-tenente em 25 de agosto de 1963 e a primeiro-tenente em 25 de agosto de 1965. Cursou o Instituto Militar de Engenharia (IME), onde fez o curso de Engenharia de Fortificação e Construção.
Atingiu o posto de capitão em 25 de dezembro de 1968 e realizou o curso da Escola de Aperfeiçoamento de Oficiais, onde foi o primeiro colocado de sua turma de engenharia, recebendo por isso a Medalha Marechal Hermes de prata com uma coroa.
Foi instrutor da Escola de Aperfeiçoamento de Oficiais e comandante da 9ª Companhia de Engenharia de Combate (Escola).

### Oficial superior
Foi promovido a major em 30 de abril de 1978 e a tenente-coronel em 30 de abril de 1983. Realizou o curso da Escola de Comando e Estado-Maior do Exército e, em seguida, foi chefe de Seção do Estado-Maior do 1.º Grupamento de Engenharia de Construção, adjunto do Gabinete do Ministro do Exército e adjunto da Missão Militar Brasileira de Instrução no Paraguai.
Ascendeu ao posto de  coronel em 31 de agosto de 1987. Nesse período, comandou o 9.º Batalhão de Engenharia de Construção, em Cuiabá, chefiou o Estado-Maior do Comando do 2.º Grupamento de Engenharia e o Estado-Maior do Comando da 12.ª Região Militar, ambos em Manaus. A seguir, foi nomeado chefe de gabinete da Secretaria-Geral do Exército.

### Oficial general
Promovido a general de brigada combatente em 31 de março de 1995, exerceu os cargos de secretário-geral do Exército, comandante do 2.º Grupamento de Engenharia, comandante do 1.º Grupamento de Engenharia e diretor de Obras de Cooperação.
Em 31 de março de 1999, ascendeu ao posto de general de divisão, Comandou a 2.ª Região Militar, entre 19 de abril de 1999 e 21 de dezembro de 2000. Em seguida, foi vice-chefe do Departamento de Engenharia e Construção.
Atingiu o posto máximo da carreira, general de exército, em 31 de março de 2003. Durante quatro anos, foi chefe do Departamento de Engenharia e Construção.
Admitido à Ordem do Mérito Militar no grau Cavaleiro, foi promovido a Comendador em 1996, a Grande-Oficial em 1999 e a Grã-Cruz em 2003.
Foi nomeado pelo Presidente da República como comandante do Exército Brasileiro, cargo no qual permaneceu de 21 de fevereiro de 2007 a 7 de janeiro de 2015, tendo sido sucedido pelo General Eduardo Dias da Costa Villas Bôas.